# U 651
U 651 war ein U-Boot vom Typ VII C der deutschen Kriegsmarine.

## Geschichte
Die Kiellegung erfolgte am 16. Januar 1940. Nach dem Stapellauf am 21. Dezember 1940 wurde das Boot am 12. Februar 1941 in Dienst gestellt und als Ausbildungsboot zum Training der Besatzung der 1. U-Flottille zugeteilt, von der es im Juni 1941 als Frontboot übernommen wurde. Der Kommandant war Kapitänleutnant Peter Lohmeyer.

### Einsätze
U 651 war nur eine kurze Karriere beschieden. Es wurde bereits auf seiner ersten Einsatzfahrt nach der Versenkung zweier britischer Handelsschiffe versenkt.

#### Erste Feindfahrt
Am 12. Juni 1941 lief U 651 von Bergen zu seiner einzigen Feindfahrt aus. Am 24. Juni stieß es auf den von Baltimore nach Swansea bestimmten Konvoi HX-133 und torpedierte südöstlich von Kap Farewell den Getreidefrachter Brockley Hill (Lage). Die Besatzung des Frachters wurde von anderen Schiffen des Konvois aufgenommen. In der Nacht zum 29. Juni gelang es U 651, einen weiteren Frachter aus demselben Konvoi, die mit Schrott beladene Grayburn (Lage), südlich von Island zu torpedieren. 35 Mann der 53-köpfigen Besatzung gingen mit dem Schiff unter. Im Anschluss an diesen Erfolg wurde U 651 von den Begleitschiffen des Konvois mit Wasserbomben angegriffen und versenkt.

### Untergang
U 651 wurde am 29. Juni 1941 durch die britischen Zerstörer Malcolm und Scimitar, die Korvetten Arabis und Violet sowie den Minensucher Speedwell mit Wasserbomben angegriffen. Unter dem Eindruck der effizienten Angriffe entschloss sich Kapitänleutnant Peter Lohmeyer, sein U-Boot auftauchen zu lassen. Sobald U 651 die Wasseroberfläche erreichte, ging der Kommandant mit seiner Besatzung von Bord. Alle 44 Mann wurden von den alliierten Kriegsschiffen gerettet. U 651 sank auf der Position 59° 52′ N, 18° 36′ W südlich von Island. Seine gesamte Besatzung ging in Kriegsgefangenschaft. Nach U 556 war U 651 das zweite Deutsche U-Boot, das von der Geleitsicherung des Konvois HX 133 versenkt wurde.